# (2676) Aarhus
(2676) Aarhus ist ein Asteroid, der am 25. August 1933 vom deutschen Astronomen Karl Wilhelm Reinmuth in Heidelberg entdeckt wurde.
Der Asteroid ist nach der zweitgrößten Stadt Dänemarks, Aarhus, benannt.